# 克熱梅爾納河
克熱梅爾納河是捷克的河流，河道全長30公里，流域面積172平方公里，發源自鐵礦鎮以北約6公里，與維德拉河匯流成為奧塔瓦河。

## 詞源
該名稱源自捷克語方言詞 křemel意為「石頭、岩石」，加上後綴 -ná；意思是「底部有石頭的河流」。